# Rumex crispellus
Rumex crispellus är en slideväxtart som beskrevs av Karl Heinz Rechinger. Rumex crispellus ingår i släktet skräppor, och familjen slideväxter. Inga underarter finns listade i Catalogue of Life.